# Collegio uninominale Veneto 1 - 01 (2020)
Il collegio elettorale uninominale Veneto 1 - 01 è un collegio elettorale uninominale della Repubblica Italiana per l'elezione della Camera dei deputati.

## Territorio
Come previsto dalla legge n. 51 del 27 maggio 2019, il collegio è stato definito tramite decreto legislativo all'interno della circoscrizione Veneto 1.
È formato dal territorio di 17 comuni della città metropolitana di Venezia: Annone Veneto, Caorle, Cavallino-Treporti, Ceggia, Cinto Caomaggiore, Concordia Sagittaria, Eraclea, Fossalta di Portogruaro, Gruaro, Jesolo, Portogruaro, Pramaggiore, San Michele al Tagliamento, Santo Stino di Livenza, Teglio Veneto, Torre di Mosto e Venezia.
Il collegio è parte del collegio plurinominale Veneto 1 - 01.

## Eletti
| Elezione | Elezione | Deputato          | Partito         |
| -------- | -------- | ----------------- | --------------- |
|          | 2022     | Martina Semenzato | Coraggio Italia |

## Dati elettorali

### XIX legislatura
Come previsto dalla legge elettorale, 147 deputati sono eletti con sistema a maggioranza relativa in altrettanti collegi uninominali a turno unico.
| Candidati                                 | Candidati                   | Voti    | %     | Liste                                 | Voti    | %     |
| ----------------------------------------- | --------------------------- | ------- | ----- | ------------------------------------- | ------- | ----- |
|                                           | Martina Semenzato ✔️ Eletto | 99 758  | 50,30 | Fratelli d'Italia                     | 59 320  | 29,91 |
| Lega per Salvini Premier                  | Martina Semenzato ✔️ Eletto | 99 758  | 50,30 | 22 865                                | 11,53   |       |
| Forza Italia                              | Martina Semenzato ✔️ Eletto | 99 758  | 50,30 | 11 568                                | 5,83    |       |
| Noi moderati/Lupi - Toti - Brugnaro - UDC | Martina Semenzato ✔️ Eletto | 99 758  | 50,30 | 6 065                                 | 3,06    |       |
|                                           | Maria-Teresa Menotto        | 55 796  | 28,13 | Partito Democratico-IDP               | 39 008  | 19,67 |
| Alleanza Verdi e Sinistra                 | Maria-Teresa Menotto        | 55 796  | 28,13 | 9 442                                 | 4,76    |       |
| +Europa                                   | Maria-Teresa Menotto        | 55 796  | 28,13 | 6 581                                 | 3,32    |       |
| Impegno Civico - Centro Democratico       | Maria-Teresa Menotto        | 55 796  | 28,13 | 765                                   | 0,39    |       |
|                                           | Alberto Baban               | 15 580  | 7,86  | Azione - Italia Viva - Calenda        | 15 580  | 7,86  |
|                                           | Marco Lazzarini             | 14 710  | 7,42  | Movimento 5 Stelle                    | 14 710  | 7,42  |
|                                           | Bruno Milliaccio            | 4 479   | 2,26  | Italexit                              | 4 479   | 2,26  |
|                                           | Adriano Longo               | 2 524   | 1,27  | Italia Sovrana e Popolare             | 2 524   | 1,27  |
|                                           | Monica Coin                 | 2 512   | 1,27  | Unione Popolare                       | 2 512   | 1,27  |
|                                           | Massimo Rubi                | 2 284   | 1,15  | Vita                                  | 2 284   | 1,15  |
|                                           | Luigi Romanato              | 690     | 0,35  | Alternativa per l'Italia (PdF - Exit) | 690     | 0,35  |
| Totale                                    | Totale                      | 198 332 | 100   |                                       | 198 332 | 100   |
|                                           |                             |         |       |                                       |         |       |
| Schede bianche                            | Schede bianche              | 2 283   | 1,11  |                                       |         |       |
| Schede nulle                              | Schede nulle                | 5 510   | 2,67  |                                       |         |       |
| Votanti                                   | Votanti                     | 206 125 | 66,50 |                                       |         |       |
| Elettori                                  | Elettori                    | 309 981 |       |                                       |         |       |